# Фоллстон (Меріленд)
Фоллстон (англ. Fallston) — переписна місцевість (CDP) в США, в окрузі Гарфорд штату Меріленд. Населення — 9306 осіб (2020).

## Географія
Фоллстон розташований за координатами 39°32′2″ пн. ш. 76°26′19″ зх. д. / 39.53389° пн. ш. 76.43861° зх. д. (39.533810, -76.438543).  За даними Бюро перепису населення США в 2010 році переписна місцевість мала площу 36,28 км², з яких 36,21 км² — суходіл та 0,07 км² — водойми.

## Демографія
Згідно з переписом 2010 року, у переписній місцевості мешкало 8958 осіб у 3107 домогосподарствах у складі 2699 родин. Густота населення становила 247 осіб/км².  Було 3216 помешкань (89/км²).
Расовий склад населення:
| - 95,6 % — білих - 1,7 % — азіатів - 1,2 % — чорних або афроамериканців - 0,2 % — корінних американців |

До двох чи більше рас належало 1,0 %. Частка іспаномовних становила 1,4 % від усіх жителів.
За віковим діапазоном населення розподілялося таким чином: 24,1 % — особи молодші 18 років, 59,5 % — особи у віці 18—64 років, 16,4 % — особи у віці 65 років та старші. Медіана віку мешканця становила 45,4 року. На 100 осіб жіночої статі у переписній місцевості припадало 97,9 чоловіків;  на 100 жінок у віці від 18 років та старших — 97,0 чоловіків також старших 18 років.
Середній дохід на одне домашнє господарство  становив 129 766 доларів США (медіана — 102 789), а середній дохід на одну сім'ю — 141 677 доларів (медіана — 111 433). Медіана доходів становила 71 477 доларів для чоловіків та 51 153 долари для жінок. За межею бідності перебувало 2,5 % осіб, у тому числі 2,5 % дітей у віці до 18 років та 1,0 % осіб у віці 65 років та старших.
Цивільне працевлаштоване населення становило 5261 осіб. Основні галузі зайнятості: освіта, охорона здоров'я та соціальна допомога — 28,5 %, роздрібна торгівля — 15,6 %, науковці, спеціалісти, менеджери — 12,1 %.